# 2020年のカナダ
2020年のカナダでは、2020年のカナダに関する出来事について記述する。

## 国王等
- 国王（イギリス国王が兼位。）
  - 第6代: エリザベス2世 （1952年2月6日 - ）
- 総督
  - 第29代: ジュリー・ペイエット （2017年10月2日 - ）
- 首相
  - 第29代: ジャスティン・トルドー （カナダ自由党、2015年11月4日 - ）

## できごと

### 1月
- 1月8日 - ウクライナ国際航空752便撃墜事件によりカナダ人の57人が犠牲になった（ウクライナ当局の発表では63人）。
- 1月21日 - MLB・コロラド・ロッキーズなどで活躍したラリー・ウォーカーがカナダ人として2人目となるアメリカ野球殿堂に表彰された（ファーガソン・ジェンキンス以来）[1]。

### 3月
- 3月12日 - カナダ政府、ジャスティン・トルドー首相夫人のソフィー・グレゴワール・トルドーが、新型コロナウイルス感染症の検査結果で陽性と発表[2]。トルドー夫妻は、14日間の自主隔離に入ると公表した[2]。
- 3月14日-22日 - ブリティッシュコロンビア州プリンス・ジョージで2020年世界女子カーリング選手権大会が開催予定だったが、新型コロナウイルスの感染拡大予防のため中止。
- 3月16日-22日 - ケベック州モントリオールで2020年世界フィギュアスケート選手権が開催予定だったが、新型コロナウイルスの感染拡大予防のため中止。

### 4月
- 4月18日 - ノバスコシア州銃撃事件。国内で過去最悪となる23人が死亡した[3]。

### 5月
- 5月11日 - ケベック自由党党首選挙。対立候補のアレクサンドル・クッソンが撤退したため、残っていた唯一の候補者であったドミニク・アングラードが党首に選出された[4]。

### 7月
- 7月24日 - 新型コロナウイルスの感染拡大によりMLB・トロント・ブルージェイズは2020年シーズンに本拠地のロジャーズ・センターが使用不可能となったことを受け、アメリカ・ニューヨーク州バッファローのセーレン・フィールドを使用することを発表（ただし、無観客試合）[5]。

### 9月
- 9月19日-28日 - 2020年のスタンレーカップファイナル（英語版）がエドモントンのロジャーズ・プレイスで開催されたが、カナダの球団は出場できなかった。